# Kehmstedt

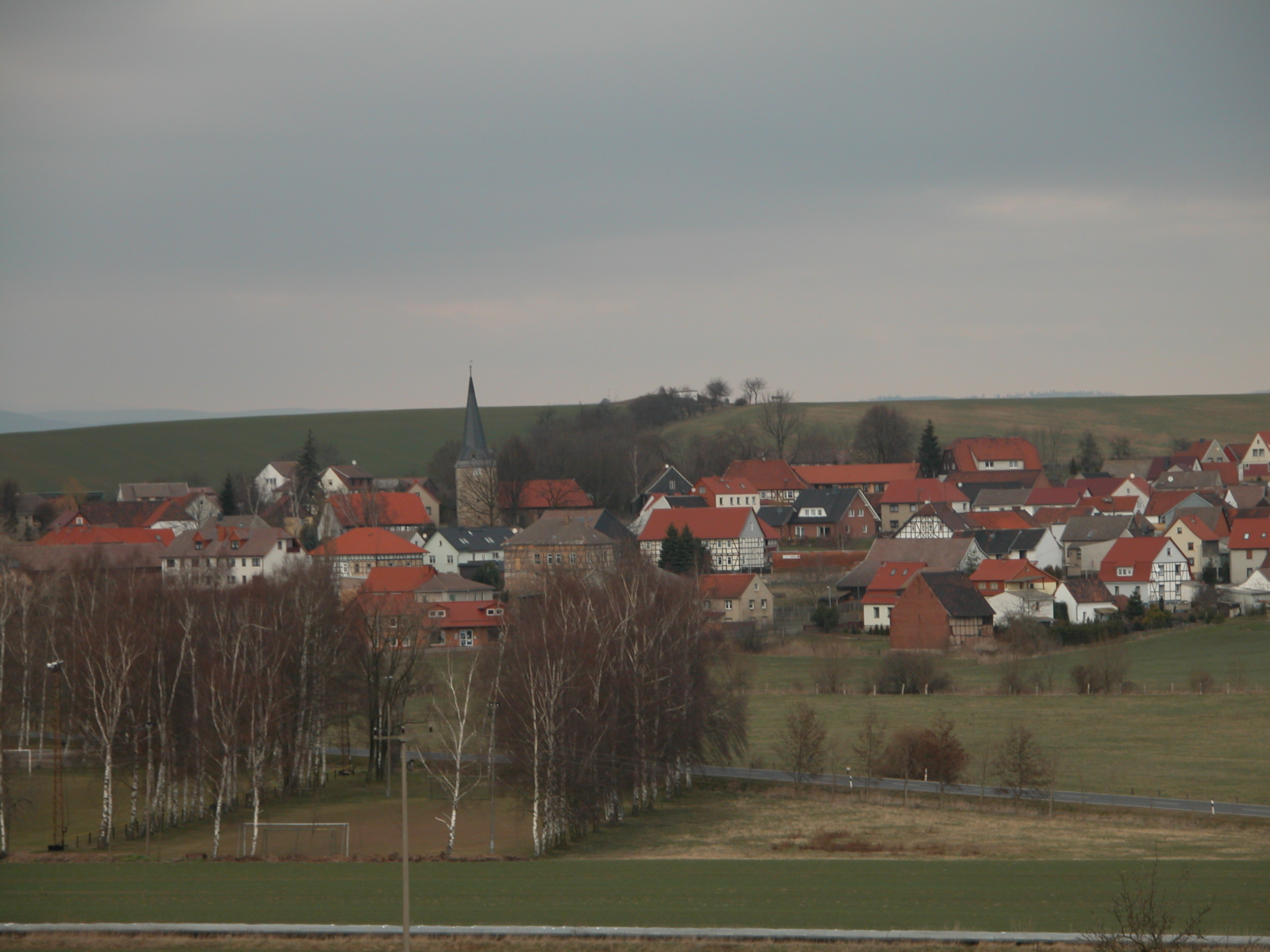
Kehmstedt en 2004.

Kehmstedt est une municipalité allemande du land de Thuringe, dans l’arrondissement de Nordhausen, au centre de l’Allemagne.